# Every Man for Himself
Every Man for Himself — третий студийный альбом американской рок-группы Hoobastank, выпущенный 8 мая 2006 года на лейбле Island Records.

## Об альбоме
В начале 2005 года группа приступила к работе над третьим студийным альбомом. Релиз был запланирован на декабрь, но был отложен ещё на полгода, так как музыканты не ставили себе жёстких временных рамок. «Для нас главное, чтобы нам самим песни нравились на 100 процентов, — пишет Эстрин. — Только тогда и будет издан диск. Излишняя торопливость нам ни к чему».

### Релиз
Пластинка дебютировала на двенадцатой позиции в чарте Billboard.  Четвёртым синглом была запланирована композиция «If Only», но из-за низких продаж трёх предыдущих сингл был отменён.

### Стилистика
Саунд группы претерпел существенные изменения — каждая песня жанрово отличалась от последующей благодаря тому, что вокалист Даг Робб освоил новые приёмы, а музыканты пополнили комплект звукотехники хитрыми примочками. «Новые песни совершенно чётко отразили идею о том, что каждый из нас сам может выбирать свой путь. Только от нас зависит, сможем ли изменить свою жизнь к лучшему, если в ней что-то идёт не так», — говорит вокалист Hoobastank.

### Саундтреки
- Песня «Without a Flight» попала в видеоигру Elite Beat Agents.

## Список композиций
| №   | Название             | Длительность |
| --- | -------------------- | ------------ |
| 1.  | «The Rules»          | 0:52         |
| 2.  | «Born to Lead»       | 3:49         |
| 3.  | «Moving Forward»     | 4:27         |
| 4.  | «Inside of You»      | 3:08         |
| 5.  | «The First of Me»    | 5:24         |
| 6.  | «Good Enough»        | 3:21         |
| 7.  | «If I Were You»      | 4:18         |
| 8.  | «Without a Fight»    | 3:20         |
| 9.  | «Don't Tell Me»      | 4:12         |
| 10. | «Look Where We Are»  | 3:28         |
| 11. | «Say the Same»       | 4:01         |
| 12. | «If Only»            | 3:28         |
| 13. | «More Than a Memory» | 7:15         |

### Бонус-треки
| №   | Название        | Длительность |
| --- | --------------- | ------------ |
| 14. | «Finally Awake» | 4:02         |
| 15. | «Waiting»       | 3:05         |

### iTunes эксклюзив
| №  | Название         | Длительность |
| -- | ---------------- | ------------ |
| 1. | «Face the Music» | 3:55         |

## Участники записи
- Дуглас Роб — вокал
- Дэн Эстрин — электрогитара, акустическая гитара
- Мэтт Маккензи — бас-гитара
- Крис Хессе — ударные

## Чарты
| Позиция | 12     | 44     | 65      | 83      | 101     | 116     | 129     | 139     | 151     | 166     | 188     |
| Продажи | 72,447 | 25,489 | 15,270  | 12,477  | 10,832  | 8,291   | 7,501   | 6,305   | 5,651   | 5,191   | 4,510   |
| Итого   | 72,447 | 97,936 | 113,206 | 125,683 | 136,515 | 144,806 | 152,307 | 158,612 | 164,263 | 169,454 | 173,964 |